# 安德斯·许兰德
安德斯·许兰德（瑞典語：Anders Hylander，1883年11月6日—1967年2月10日），瑞典前男子体操运动员。他曾获得1912年夏季奥运会体操比赛男子团体瑞典式金牌。他于1967年在斯德哥尔摩去世。